# Amyema congener
Amyema congener là một loài thực vật có hoa trong họ Loranthaceae. Loài này được (Sieber ex Schult. & Schult.f.) Tiegh. mô tả khoa học đầu tiên năm 1895.

## Hình ảnh

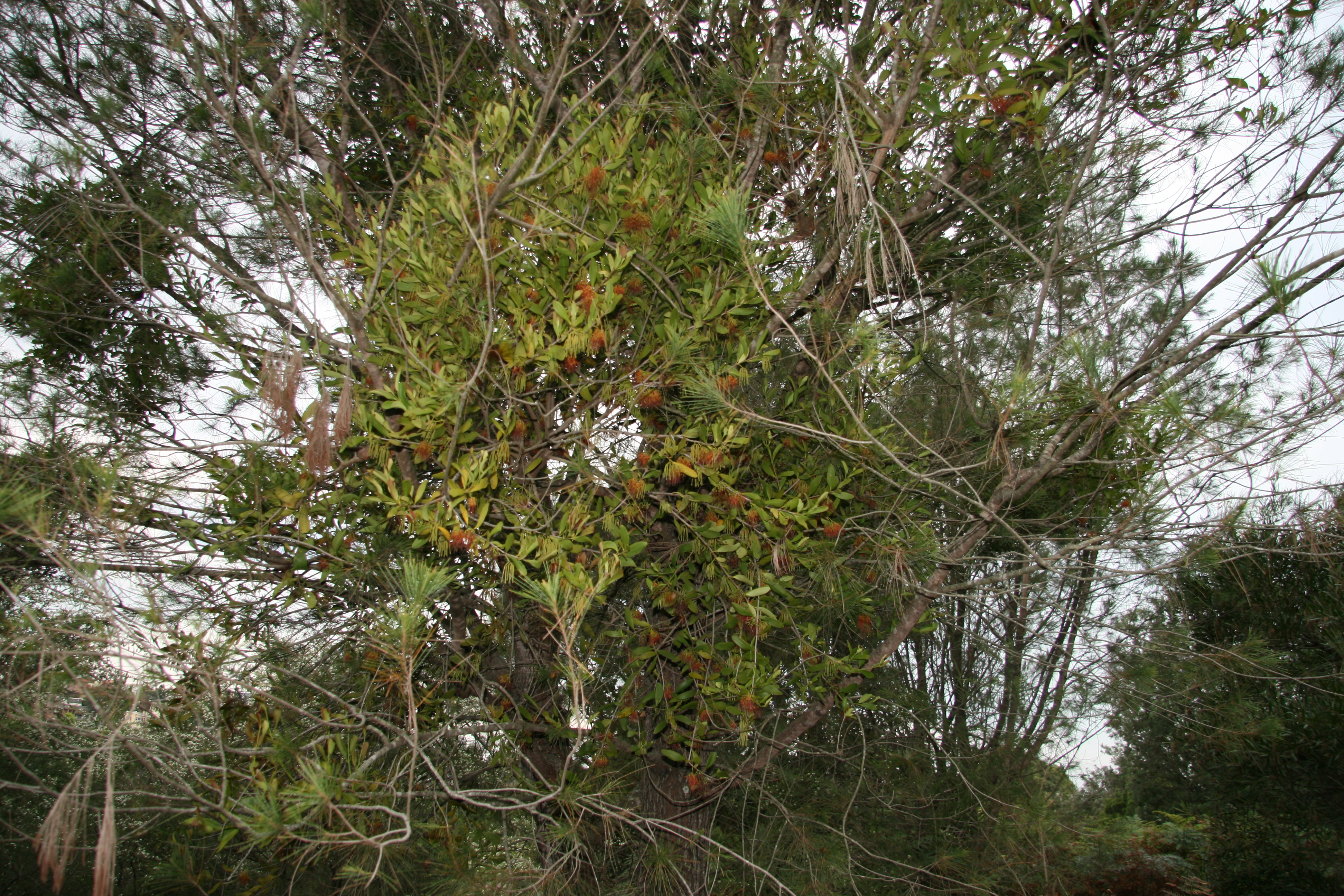